# Диас-де-Луго, Хуан-Бернардо
Хуан-Бернардо Диас-де-Луго (исп. Juan Bernando Diaz de Lugo; ум. в 1556) — испанский гуманист и канонист XVI века, епископ в Калагорре.
Сыграл большую роль на Тридентском соборе.

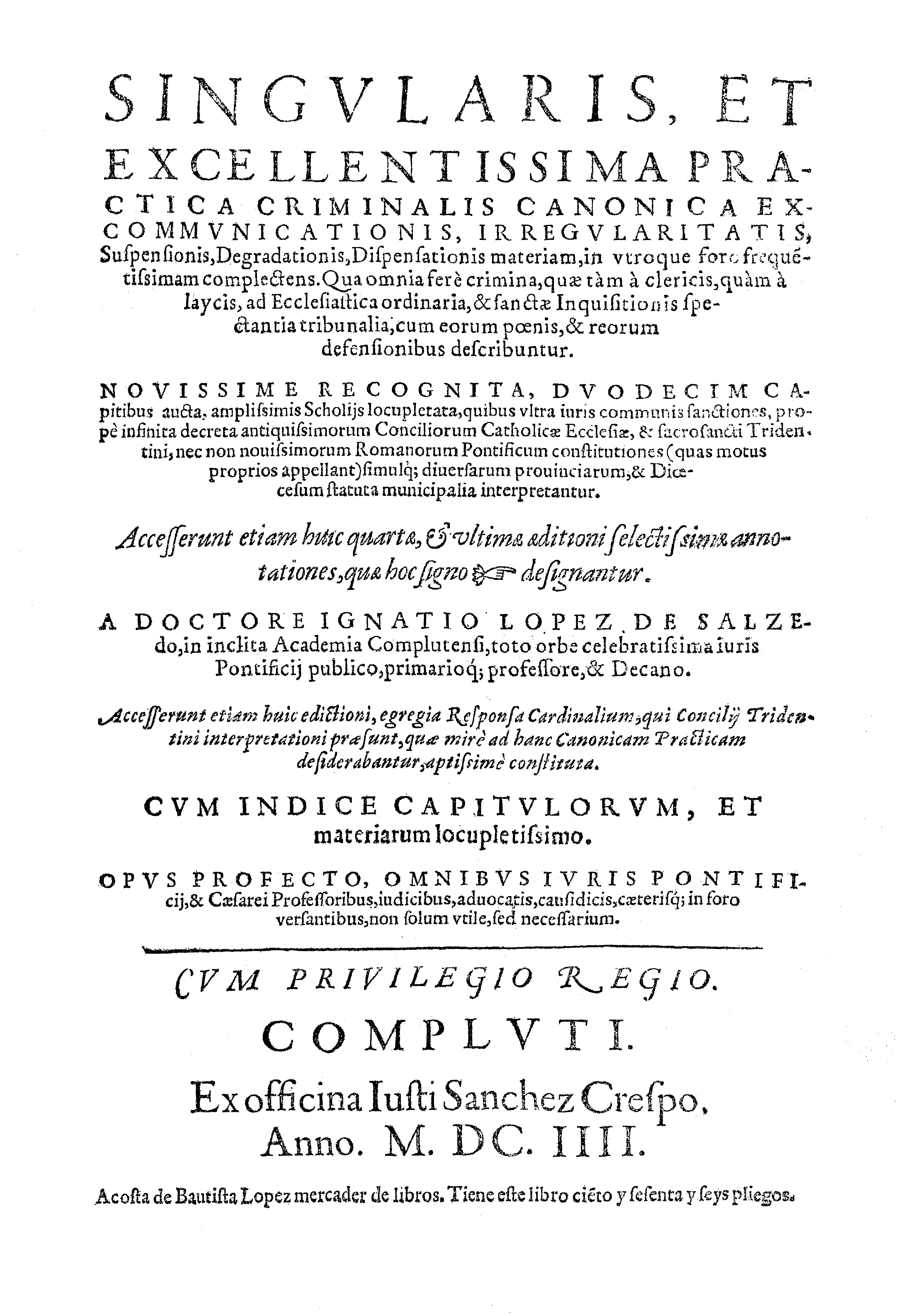
Singularis et excellentissima practica criminalis canonica (1604).

## Научное наследие
Из его многочисленных сочинений на латинском и испанском языках известны: «Practica criminalis canonica» (1540), переиздано много раз; «Regulae juris» (1640 и сл.); «Iustruccion de Prelados» (1530); «Aviso para todos los curas de animas» (1539), часто издавалось и переводилось; «Soliluquias entre Dios y el alma» (1541) и др. Более подробный перечень его сочинений см. у Антония, «Hispania nova», I, 660—663.